# Parfaite Ollame
Parfaite Ollame est une femme littéraire et politique gabonaise née en 1981 à Libreville au Gabon. Elle est enseignante de formation, autrice et ministre du Commerce, des PME-PMI, chargée des activités génératrices de revenu au sein du gouvernement Ndong Sima II. 

## Biographie

### Enfance et formation
Marie Paulette Parfaite Amouyeme Ollame est née en 1981 à Libreville au Gabon[réf. nécessaire]. Elle est une enseignante de français de formation. 

### Parcours
Elle est auteure de trois ouvrages, notamment : Evasion Poétique, Ecart-Ville et Duo en Prose, qu'elle a co-écrit avec Maurice Okoumba Nkoghe. 
Parfaite Ollame est aussi la secrétaire de l'Union des écrivains Gabonais. 
Elle commence en politique après sa nomination au sein du gouvernement de transition en tant que ministre du Commerce, des PME-PMI, chargée des activités génératrices de revenu, le 17 janvier 2024. Elle est une des 8 femmes qui composent le Gouvernement Ndong Sima II. 
Le 5 mai 2025, dans le cadre d'un remaniement ministériel, elle est remplacée à son poste de ministre par Gninga Chaning Zenaba qui devient ministre de l'Entrepreneuriat, du Commerce et des PME-PMI.

## Œuvres
- Parfaite Ollame, Évasion poétique: recueil, le Lys bleu éditions, 2019 (ISBN 978-2-85113-688-6)
- Parfaite Ollamé, Écart-ville : (roman), Libreville, Les Éditions NTSAME, 2017, 96 p. (ISBN 9782362131509, OCLC 1019834672)